# 藤原姚子
藤原 姚子（ふじわら の とうこ/ちょうし、天禄2年（971年） - 永延3年5月29日（989年7月4日））は、平安時代の女性。花山天皇の女御。堀河女御とも。

## 略歴
藤原朝光の娘で母は重明親王王女。永観2年（984年）より麗景殿に入った。朝光は父の藤原兼通や藤原媓子の遺品を麗景殿に送ったため姚子の櫛笥はとても豪華であったと言う。天皇の寵愛が続かず、1ヵ月ほどで宮を退出したが、天皇もそれを問わなかったという 。